# Коржова
Коржова е оспорва село в Дубосарски район, Република Молдова и Приднестровска молдовска република. Разположено по източния бряг на река Днестър. Селото е разделен на две части Коржова и Махала.
През съветския период на Молдова, селото е считано за предградие на град Дубосари, но по-късно се отделя от града и избира свой кмет. По време на Приднестровския конфликт през 1992 година селото става сцена на тежки сражения. След войната селото е разделено на част, контролирана от правителството на Молдова и част, контролирана от самопровъсгласилата се Република Приднестровие.
На 13 май 2007 година власти от Приднестровие арестуват кмета на селото, който е поддръжник на правителствто на Молдова.

## Население
Според преброяването на населението от 2004 година селото има население 3231 жители; 2055 в Коржова и 1176 жители в Махала. От тях 2694 жители са етнически молдовци, а 528 души са от други етнически групи.

## Известни личности
- Владимир Воронин, президент на Република Молдова